# Polanie (zespół muzyczny)
Polanie – polski zespół rhythm and bluesowy założony w sierpniu 1965 roku w Łodzi przez Andrzeja Nebeskiego, Włodzimierza Wandera, Piotra Puławskiego oraz braci Wiesława i Zbigniewa Bernolaków. Pomimo że zespół działał krótko i nagrał tylko jedną płytę długogrającą i trzy płyty EPki, jego wkład w rozwój polskiej muzyki rozrywkowej poprzez popularyzację rhythm and bluesa był znaczący i stanowił przeciwwagę dla pozbawionych bluesowych inklinacji, ówczesnych młodzieżowych wykonawców, których domeną była pseudoludowość i piosenkarski banał.

## Historia
Zespół powstał, ponieważ muzycy (jak podkreślali w wywiadach prasowych) byli zawiedzeni i znudzeni pracą w zespołach Czerwono- i Niebiesko-Czarni i chcieli szukać własnych rozwiązań, które byłyby w łączności z ogólnoświatowymi trendami w muzyce rozrywkowej tego okresu.
Pierwsze występy nowo powstałej grupy miały miejsce w Wytwórni Filmów Fabularnych. Nazwę Polanie wybrała goszcząca wówczas w Łodzi szwedzka aktorka Bibi Andersson, matka chrzestna debiutującego zespołu. W pierwszym okresie działalności muzycy bazowali na kompozycjach z repertuaru Czerwono-Czarnych (Orneta, Mój kolega, Przyjdzie taki dzień z rep. Toniego Keczera) i Niebiesko-Czarnych (Niedziela na wsi, Kuźnia, Mój przyjaciel cień z rep. Piotra Janczerskiego i Już nie czekaj vel Mgła z rep. Czesława Niemena). 
Tuż po tournée w październiku i nagraniach radiowych w listopadzie 1965, zespół wystąpił na jednej estradzie wraz z grupą The Animals. Pouczające koncerty z Erikiem Burdonem stały się przełomem w dziejach formacji, która porzuciła big-beat na rzecz rhythm and bluesa. Utwory grupy stały się bardziej agresywne, a jej repertuar został poszerzony o przeboje światowe. 
W grudniu Polanie otworzyli warszawską Gitariadę, a w styczniu 1966 wystąpili w Filharmonii Narodowej obok połączonych orkiestr PRiTV p/d Stefana Rachonia i Bogusława Klimczuka. W maju i czerwcu 1966 roku zespół koncertował w Danii, a w lipcu 1966 wygrał rywalizację z zespołami z 18 krajów na International Folk-Beat Festival w Hamburgu. Po tym dużym sukcesie Polanie nagrywali dla radia i telewizji RFN i do stycznia 1967 dali 178 koncertów za granicą. Następnie muzycy odbyli dwie trasy po ZSRR. 
Po powrocie do kraju nagrali w dniach 16-21 października 1967 pierwszą i jak się okazało jedyną płytę długogrającą. Zawiera ona utwory będące obrazem ich fascynacji rhythm and bluesem. Na pierwszej stronie znajdują się własne kompozycje Polan, na drugiej zaś covery utworów artystów zagranicznych – The Animals, Raya Charlesa, The Kinks, The Capitols oraz The Lovin' Spoonful. 
Po powrocie z kolejnego tournée w Związku Radzieckim (zespół występował w składance estradowej m.in. z Daną Lerską, Reginą Pisarek i Wojciechem Gąssowskim jako goście) w marcu 1968 r. grupa rozpadła się i oficjalnie z dniem 1 kwietnia przestała istnieć.  
W późniejszych latach Polanie kilkukrotnie schodzili się na pojedyncze koncerty, m.in. w styczniu 1996 roku, gdy wystąpili na Balu Mistrzów Sportu Przeglądu Sportowego w Warszawie oraz wzięli udział w koncercie Motława Beat, który związany był z promocją książki Motława Beat. Trójmiejska Scena Big-Beatowa lat 60-tych.

## Skład zespołu
- Piotr Puławski - śpiew, gitara
- Wiesław Bernolak - gitara, organy
- Włodzimierz Wander - saksofon tenorowy
- Zbigniew Bernolak - gitara basowa
- Andrzej Nebeski - perkusja

## Dyskografia[4]

### Polanie(XL 0438 Muza)
Lista utworów na płycie:
Strona A
1. A ty pocałujesz mnie (Namysłowski, Zembaty)
2. Nie wiem sam (Puławski, Słowikowski)
3. Długo się znamy (Mułkowski, Gaszyński)
4. Nieprawda, nie wierzę (Wander, Słowikowski)
5. Nie zawrócę (Puławski, Kondratowicz)
6. Ciebie wybrałem (Wander, Słowikowski)
7. Dlaczego tak mnie traktujesz (Bernolak, Rajchert)

Strona B
1. I'm Crying (Burdon, Price)
2. Black Jack (Charles)
3. Sunny Afternoon (Davies)
4. Cool Jerk (Storball)
5. Summer in the City (Sebastian)

### Polanie(V-319 Veriton)
Lista utworów na płycie:
Strona A
1. Niedziela na wsi (W. Wander, W. Bernolak)
2. Fiński nóż (W. Bernolak)

Strona B
1. Mój kolega (W. Bernolak)
2. Orneta (W. Bernolak)

### Polanie(V-320 Veriton)
Lista utworów na płycie:
Strona A
1. Przyjdzie taki dzień (P. Puławski, W. Gąsowski, J. Kondratowicz)
2. Mój przyjaciel cień (Z. Bernolak, P. Janczerski)

Strona B
1. Już nie czekaj (W. Wander, J. Słowikowski)
2. Nonio (Z. Bernolak, W. Wander

### Polanie(N 0516 Muza)
Lista utworów na płycie:
Strona A
1. Down in the valley (z repertuaru zesp. "The Artwoods")
2. Can you hear me (z repertuaru zesp. "The Artwoods")

Strona B
1. Georgia on my mind (Hoagland Carmichael)

### Nagrania radiowe
1965: Kuźnia (instr.), Twist lalek (instr.), Can-can (instr.), Przyjdzie taki dzień (voc. P. Puławski), Fiński nóż (instr.), Niedziela na wsi (instr.), Mój przyjaciel cień (voc. P. Puławski)
1966: Nie lubię się wzruszać (instr.), Dziwny dom (voc. W. Wander), Deszcz i wiatr (voc. P. Puławski), Nie tylko ty (voc. P. Puławski), Boom, boom, boom, boom (voc. P. Puławski), Złoty saksofon [Cudowny saksofon] (instr.), Słodko i namiętnie (instr.), Ciebie wybrałem (voc. W. Wander), Mgła (instr.), Mgła [Już nie czekaj] (voc. W. Wander), I'm Crying (voc. P. Puławski)
1967:
Lucille (voc. P. Puławski), Nie tylko ty (voc. P. Puławski), Długo się znamy (voc. P. Puławski), Nie wiem sam (voc. P. Puławski), Piekło i niebo (voc. P. Puławski)
1968: Śniło mi się (voc. W. Skowroński), Do jeziora wpadła gwiazda (voc. W. Skowroński), Zenek (voc. W. Skowroński), Rzuciłbym to wszystko (voc. W. Skowroński), Pierwszy dzień jesieni (voc. D. Lerska i W. Skowroński), Ty, wszędzie ty (voc. D. Lerska)